# Villa Río Bermejito
Villa Río Bermejito es una localidad y municipio del departamento General Güemes, provincia del Chaco, Argentina. Se halla sobre la margen derecha del río Bermejito, contando con un importante balneario sobre el mismo, dentro de la región del Impenetrable. Cuenta con una alta proporción de población aborigen.

## Geografía

### Clima
Subtropical, seco en invierno y tropical muy lluvioso en verano. Máxima absoluta: 46 °C; máximas promedios verano: 38 °C. Mínima absoluta: -6 °C; mínimas promedio invierno: 11 °C. Régimen anual de lluvia: 1.100 mm

### Suelos
Representado por la Serie “Charadai” (símbolo "Che"). Es un Natracualf típico, de lomas bajas tendidas, evolucionadas, relieve subnormal, horizonte superficial lixiviado, color gris claro, textura pesada y media; subsuelo gris, textura pesada, con abundantes concreciones y muñequillas de Carbonato de calcio, que descansa sobre un material gris rojizo, gleyzado, textura pesada, lixiviado de carbonatos. 
Moderado alto contenido de materia orgánica; alta capacidad de retención de agua hasta 17 dm de profundidad; muy fuertemente ácido en superficie, neutro en profundidad; muy rico en calcio, moderado en magnesio y potasio; alta capacidad de intercambio de cationes; alto porcentaje de saturación de bases. Suelo arcilloso, montmorillonítico. 
La Serie Charadai presenta permeabilidad lenta; erosión moderada; drenaje imperfecto; salinidad moderadamente sódico; temporalmente anegable; moderada disponibilidad de materia orgánica. 
Fuente: Carta de Suelos del Campo Anexo General Obligado. Ledesma, L.L. – 1992. Estación Experimental Agropecuaria INTA Instituto Nacional de Tecnología Agropecuaria Colonia Benítez, Chaco

### Pesca
Actividades acuáticas, en los Parajes: Lapelole, Los Chumucos, La Tabaquera, el Chorro de David, Laguna La Emilia, El Tatané, y Confluencia con el río Bermejo. 

### Balneario municipal
Playas para veranear. 
La temporada veraniega cuenta en enero de cada año, con el "Festival de Apertura de Temporada Veraniega ". 
En febrero se realiza el "Festival de la pesca de Corvina y La Palometa". 

## Vías de comunicación
Las principales vías de acceso son la ruta provincial 3 y la ruta nacional 95. La Ruta 3 entre Bermejito y la Ruta 95 presenta un tramo de 13 kilómetros totalmente asfaltado . La Ruta 95 la comunica por asfalto al nordeste con Fortín Lavalle y la provincia de Formosa, y al sudoeste con Juan José Castelli y la provincia de Santa Fe. La Ruta provincial 3, por su parte la comunica al sudeste con Pampa del Indio y Presidencia Roca, y al noroeste con El Espinillo y la provincia de Salta.

## Población
Cuenta con 3,752 habitantes (Indec, 2010), lo que representa un marcado incremento del 442 % frente a los 692 habitantes (Indec, 2001) del censo anterior. En el municipio el total ascendía a los 4,277 habitantes (Indec, 2001).
| Gráfica de evolución demográfica de Villa Río Bermejito entre 1991 y 2010 |
|                                                                           |
| Fuente: Censos nacionales del INDEC                                       |

## Parroquias de la Iglesia católica en Villa Río Bermejito
| Diócesis  | San Roque de Presidencia Roque Sáenz Peña |
| --------- | ----------------------------------------- |
| Parroquia | San Antonio de Padua                      |